# 志村仁
志村 仁（しむら ひとし、1961年4月5日 - ）は、日本の財務官僚。国税庁広島国税局長や、財務省北海道財務局長兼財務総合政策研究所北海道研修支所長を経て、アイフル取締役、ライフカード監査役。

## 人物・経歴
山梨県出身。東京大学法学部第2類（公法コース）卒業。1984年 大蔵省入省（主税局調査課）。1989年7月 福岡国税局行橋税務署長。1992年5月 外務省在インドネシア日本国大使館書記官。2006年6月 外務省在ニューヨーク日本国総領事館領事。2008年7月 金融庁総務企画局市場業務参事官。2009年7月 金融庁公認会計士・監査審査会事務局総務試験室長。2010年7月 内閣官房内閣参事官。2012年 関東財務局金融安定監理官。
2013年 地方公共団体金融機構理事。2015年 広島国税局長。2016年7月 独立行政法人都市再生機構理事。2018年から北海道財務局長兼財務総合政策研究所北海道研修支所長を務め、金融機関へのIT化促進を行った。2019年 あいおいニッセイ同和損害保険経営企画部付顧問。2021年 アイフル取締役（監査等委員）、ライフカード監査役。